# 불새의 늪
불새의 늪은 1984년 공개된 대한민국의 영화이다.

## 배역
- 원미경 : 봉은 역
- 마흥식
- 김추련
- 김을동